# دبیرخانه بخش لاگالا-پالگاما
دبیرخانه بخش لاگالا-پالگاما (به لاتین: Laggala-Pallegama Divisional Secretariat) یک منطقهٔ مسکونی در سری‌لانکا است که در ناحیه متاله واقع شده‌است.